# Laroque-d’Olmes
Laroque-d’Olmes település Franciaországban, Ariège megyében. Lakosainak száma 2414 fő (2022. január 1.). Laroque-d’Olmes Aigues-Vives, La Bastide-sur-l’Hers, Dreuilhe, Esclagne, Lavelanet, Léran, Régat, Sautel és Tabre községekkel határos.

## Népesség
A település népességének változása:
| Lakosok száma | 2894 | 3124 | 3106 | 2698 | 2524 | 2474 | 2433 | 2405 | 2391 | 2414 |
|               | 1968 | 1982 | 1990 | 2006 | 2013 | 2015 | 2017 | 2019 | 2020 | 2022 |